# Мощинская культура

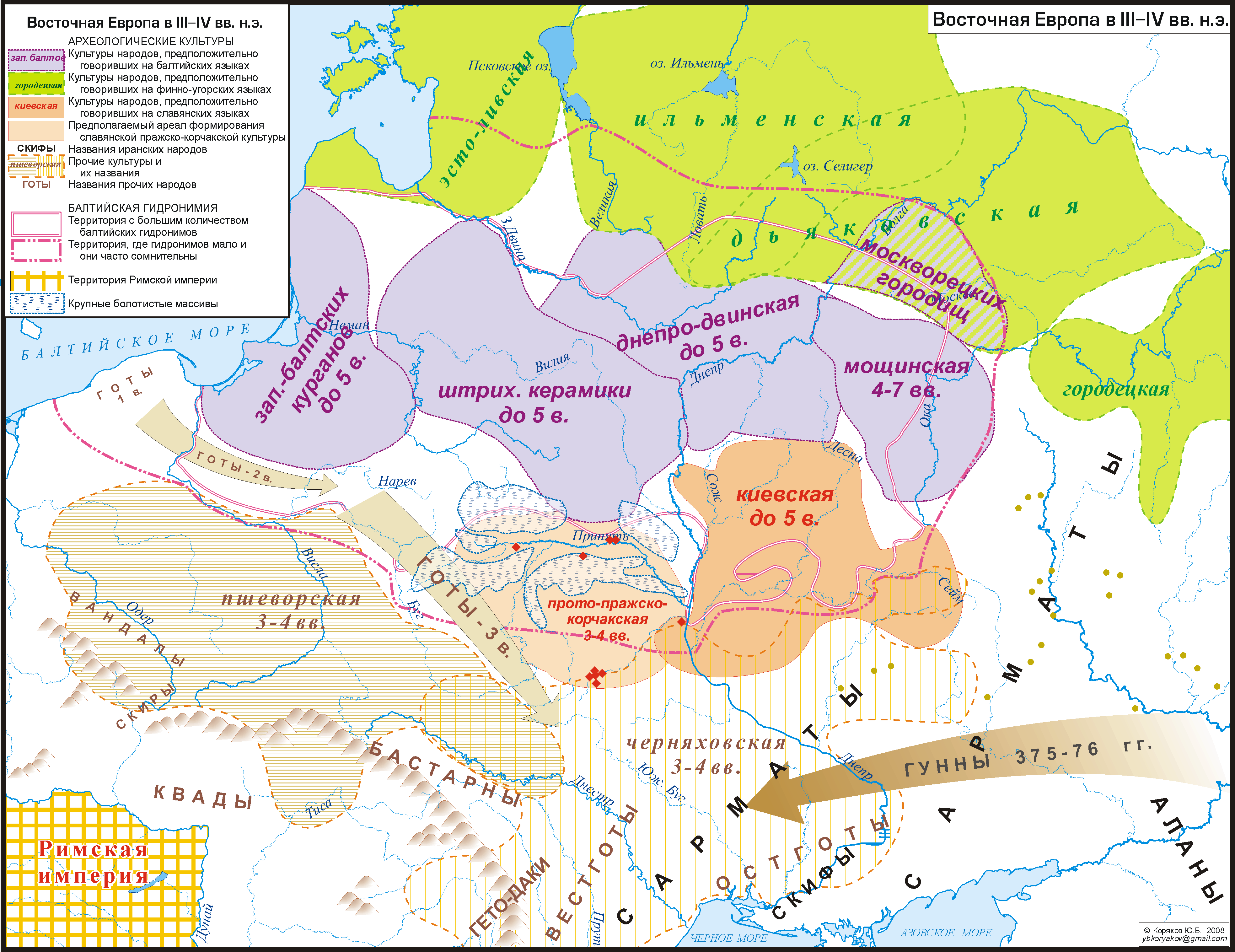
Мощинская культура в окружении балтских и славянских культур III—IV вв.

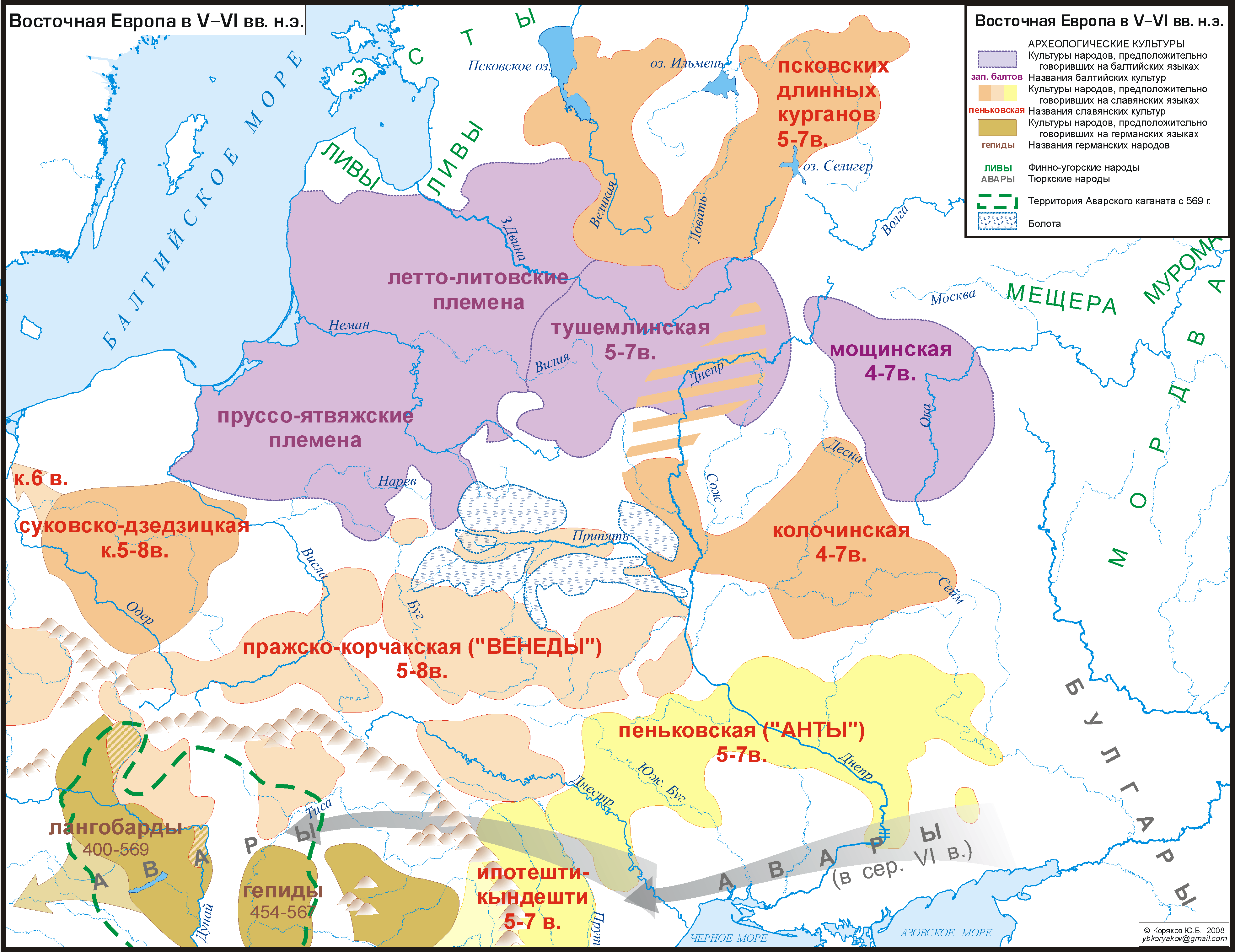
Мощинская культура в окружении балтских и славянских культур V—VI вв.

Мо́щинская культура — археологическая культура железного века, распространённая в IV—VII веках на территориях сегодняшних Калужской, Орловской и Тульской областей России.
Образование и функционирование мощинской культуры относится к третьему периоду позднего железного века (IV—VII вв.) — времени больших событий в истории Европы и связано это прежде всего с продвижением на запад гуннских кочевых орд, нашествием германских племён на Римскую империю и в связи с этим — Великим переселением народов.
На рубеже новой эры под натиском сарматов часть племён почепской культуры мигрировала в район верхней Оки, где они растворились в среде племён бывшей ранее верхнеокской культуры. На территории бассейна верхнего течения Оки, на основе верхнеокской и почепской культур сложилась новая культура балтов — мощинская. Мощинский клад (III век) отражает влияние киевской культуры на окские племена.
Мощинская культура была выделена в 1941 году П. Н. Третьяковым и получила название по Мощинскому городищу у села Мощины в Мосальском районе Калужской области.
П. Н. Третьяков и Т. Н. Никольская были единодушны в мнении о миграции населения на верхнюю Оку с верховьев Десны. Но П. Н. Третьяков утверждал, что это связано с племенами зарубинецкой культуры и, что движение началось уже в первые века новой эры. Первоначально он считал мощинскую культуру славянской, в последующем — то смешанной балто-славянской, то причислял её к восточной балтской группе, оказавшейся под влиянием племён зарубинецкой культуры. В. В. Седов, в отличие от Третьякова, считал мощинскую культуру сложившейся под влиянием зарубинцев — выходцев из западных областей балтского мира. Т. Н. Никольская появление нового мощинского населения в верхнеокском бассейне относила к IV—V векам.
Распространение элементов мощинской культуры происходило в северо-восточном, восточном и юго-восточном направлениях — в среду дьяковских племён, а также в западном направлении — оказало влияние на тушемлинскую культуру. Академик Топоров видит в носителях почепской и мощинской культур предков голяди.
Первые славяне в верховьях Оки появились предположительно в IV веке. Это было население черняховской культуры, спасавшееся от гуннских погромов 376-го года. Переселенцы расселялись среди населения мощинской культуры близкого им балтского этноса. Следствием этого явилась трансформация мощинской культуры прежде всего в культурно-материальном и хозяйственном облике — в керамике, активизации земледельческой деятельности, широкого распространения поселений-селищ (в отличие от небольших укреплённых городищ мощинцев). Новый большой прилив славянского населения зафиксирован археологами VIII веком, который связывается уже с вятичами.

## География
Основной ареал мощинской культуры охватывает бассейн верхнего течения реки Оки до впадения в неё по левому берегу реки Протвы, по правому берегу — реки Осётра. Часть мощинских древностей занимает бассейн верхнего Днепра и левые притоки Десны; один памятник обнаружен в верховьях реки Вазузы, относящейся к бассейну Волги. Самая южная точка распространения Мощинской культуры — городище Лужки, расположенное в урочище Кураб в Орловской области.

## История исследования

П. Н. Третьяков выделил верхнеокские памятники в отдельную культуру

В 1880-х годах начался первый этап в изучении памятников железного века верхней Оки. Под руководством Н. И. Булычова на водоразделе рек Днепра и Волги производились крупномасштабные археологические работы и тогда же была предпринята первая попытка осмысления накопленного материала. Исследования памятников, относящихся к мощинской культуре, было начато работами на городищах Мощины, Серенск, Спас-Перекша. А. А. Спицын объединил верхнеокские городища в отдельную группу и отделил их от среднеокских и верхневолжских. Он отнёс верхнеокские памятники к культуре балтских племён, заключив их в хронологические рамки VI—VIII веков. П. Н. Третьякову принадлежит выделение верхнеокских древностей мощинского типа IV—VII веков в самостоятельную культуру.
Следующий этап в изучении верхнеокских памятников железного века связан с работой, проводившихся в 1950-х годах Верхнеокским отрядом Славянской археологической экспедиции Института истории материальной культуры под руководством Т. Н. Никольской, которая подтвердила тесную связь верхнеокских городищ первой половины 1-го тысячелетия с культурой городищ верховьев Днепра и Десны. В то же время на территории Окско-Донского водораздела были начаты раскопки под руководством С. А. Изюмовой. Раскопки на мощинских памятниках в Калужской и Орловской областях велись в 1970-х — начале 1980-х годов экспедицией И. К. Фролова. На территории верхнего Поднепровья и верховьев Угры разведочные работы проводились Е. А. Шмидтом, им же в этом регионе были раскопаны несколько мощинских памятников.
Современный этап связывается с деятельностью Среднерусской археологической экспедиции Института археологии АН СССР, проводившей с 1974 по 1980 год под руководством И. К. Фролова систематические раскопки городища и селища Мощины, а также было выявлено много новых памятников мощинской культуры. Эта же экспедиция осуществляла работу по подготовке свода памятников археологии в Калужской и Орловской областях. Раскопки Акиньшинского городища в 2009—2010 годах дали полноценные материалы для датировки позднего периода существования мощинских памятников. Ранние слои городища относятся к концу III века, поздние — к первой половине VII века.
К началу эпохи Великого переселения народов носители мощинской культуры имели собственную традицию изготовления фибул-застёжек — окские фибулы с кнопкой на ножке, а также активно использовали импортные застёжки, происходящие с территории черняховской культуры. Новый тип фибул появляется в рамках существующей традиции под воздействием восточного (Среднее Поочье) и западного культурных импульсов. Это Т-образные фибулы с пружиной (группа 20, по А. К. Амброзу), которые датируются началом эпохи Великого переселения народов (конец IV—V век). Фибулы типа Картавцево-Серенск Верхнего Поочья представляют собой локальную серию Т-образных фибул с пружиной, сложившуюся в рамках мощинской традиции под влиянием прибалтийских образцов. Несомненна их связь с верхнеокским ареалом рязано-окских крестовидных фибул, также оказавших влияние на их появление.
А. М. Воронцов связывает мощинскую культуру с четырьмя основными археологическими горизонтами. 1-й горизонт (середина — вторая половина III века) связан с находками предметов круга восточноевропейских выемчатых эмалей; 2-й горизонт (конец III — середина IV века) отличается большим количеством находок черняховского импорта. Заканчивается второй хронологический горизонт слоями пожарищ и разрушений на крупных поселениях; 3-й горизонт (вторая половина IV века) — после разрушений продолжают существовать поселения и возрождаются городища. Появляется новый характерный тип сооружений — прямоугольные наземные постройки. Вещевой комплекс характеризуется отсутствием массового черняховского импорта; 4-й горизонт (конец IV—V век) характеризуется культурными связями с регионом верхнего Подонья и появляется новый тип жилищ — полуземлянки, одновременно фиксируется наличие культурных связей с группами балтского населения. Находки, относящиеся к VI—VII векам, обнаружены в глубине лесной зоны на прибрежных поселениях мелких притоков Оки.
В своих работах, на основании произведённого анализа памятников бассейна верхней Оки первой половины 1-го тысячелетия, Г. А. Массалитина предприняла попытку выделения критерия обоснования территориальных и хронологических рамок культуры, что привело её к следующему выводу: «… применение названия „мощинская культура“ в отношении всего верхнеокского бассейна и для обозначения всех процессов, проистекавших в регионе с начала проникновения сюда позднезарубинецких элементов и до появления древностей славян-вятичей, неоправдано». Она считает, что территориальные и хронологические рамки мощинской культуры должны быть сужены; территориально — бассейнами Упы и Дугны, хронологически — II—V веками.
Утверждения об отсутствии преемственности мощинской культуры в памятниках борщёвского типа были подвергнуты критике и обоснованы А. А. Майоровым.

## Генетические связи
Анализируя данные археологических исследований поселений вятичей в Верхнеокском регионе, А. А. Майоров утверждает о возможности ассимиляции вятичскими племенами на данной территории носителей мощинской археологической культуры — предшествующей культуры периода заселения верхней Оки славянами-вятичами, которое началось примерно в VII—VIII веках. На прямые контакты мощинской и роменско-борщёвской славянской культуры вятичей, указывают близость погребальных обрядов, упоминание в летописи балтского племени голяди, а также сохранение традиций мощинцев в керамическом комплексе памятников роменской культуры. Лингвистические исследования также позволили выявить балтскую гидронимию верхнеокского субареала, что может являться весомым доводом в пользу прямых межэтнических контактов вятичей и мощинцев. Хронологический горизонт IV века характеризуется слоями пожарищ и разрушений на крупных поселениях мощинцев. Возможно этим объясняется факт отсутствия на поселениях вятичей мощинской лощёной керамики и художественных украшений, сохранение которых было бы более вероятным внутри крупных поселений, в отличие от погребальных обрядов.
По данным сравнительной лингвистики восточно-великорусские говоры на территории мощинской культуры входят в четвёртую акцентологическую группу. Согласно выводам лингвистов, «… диалекты этой группы ввиду сугубой архаичности их акцентной системы не могут быть объяснены как результат вторичного развития какой-либо из известных акцентологических систем, а должны рассматриваться, вероятно, как наиболее раннее ответвление от праславянского; этнос — носитель этого диалекта, представляет, по-видимому, наиболее ранний восточный колонизационный поток славян».

## Поселения
Все памятники мощинской культуры располагаются в лесной зоне, подходя к границе с лесостепью. Центрами небольших групп поселений являются городища площадью 0,4—0,5 га, расположенные по берегам рек на расстоянии около 30 км друг от друга. Каждая группа включает от двух до пяти поселений. Селища находятся на расстоянии до 2 км от центра-городища. Иногда центром группы являлось крупное селище. Городищам присуще мысовое расположение с использованием естественных природных преград и пологий спуск к реке. Высота площадок над урезом воды реки или ручья обычно не превышает 15—20 м. Напольная сторона укреплена валом высотой от двух до пяти метров и наружным рвом. Иногда и мысовая часть городища защищалась валом, что объясняется невысокими площадками расположения над поймой (до 4—5 м). Для Тульской области отличительной особенностью является отсутствие въезда с напольной стороны. На большинстве городищ культурные слои нарушены более поздними поселениями. Селища, с точки зрения периодизации и хронологии, являются малоинформативными из-за отсутствия на них заглублённых построек и особенно многолетней распашкой.

## Хозяйство
Основу производящего хозяйства составляло пашенное земледелие с подсечно-огневой системой землеобработки и скотоводство с разведением крупного рогатого скота и лошадей. Охота и рыболовство служили подсобным промыслом.

## Материальная культура

### Жилые постройки
Для мощинских жилых построек характерно сочетание сооружений двух типов: большие наземные дома столбовой конструкции и заглублённые в материк на глубину 0,35—1 метр землянки прямоугольной, квадратной или круглой в плане форм. Стратиграфия и обнаруженный в постройках материал, его расположение на площадках памятников, позволили предположить синхронность сооружений различных типов жилищ.

### Керамика
Лепная керамика представлена характерными для мощинских древностей группами сосудов: горшками, мисками, сковородами, мисками-плошками (крышками).
Горшки:
- сосуды с отогнутым наружу высоким прямым венчиком, плавным переходом от венчика к плечику (или резким переходом от венчика к плечику, дополняемым чётким ребром на месте перехода), слабо выраженным плечиком, округлым переходом на месте максимального расширения корпуса сосуда, расположенным примерно на середине высоты сосуда, почти прямым участком от максимального расширения к донцу;
- сосуды с вертикальным (либо немного отогнутым наружу) прямым венчиком, резким переходом от венчика к плечику, очень коротким, хорошо выраженным плечиком, округлым переходом на месте максимального расширения корпуса сосуда, расположенным в верхней части сосуда, почти прямым участком от максимального расширения к донцу;
- сосуды с отогнутым наружу высоким плавно изогнутым венчиком, плавным, часто подчёркнутым переходом от венчика к плечику, хорошо выраженным выпуклым плечиком, округлым переходом на месте максимального расширения корпуса сосуда, расположенным в верхней трети сосуда, почти прямым участком от максимального расширения к донцу;
- сосуды с отогнутым наружу высоким плавно изогнутым венчиком, плавным, часто подчёркнутым переходом от венчика к плечику, хорошо выраженным выпуклым плечиком, в верхней части которого расположено ребро, округлым переходом на месте максимального расширения корпуса сосуда, расположенным в верхней трети сосуда, почти прямым участком от максимального расширения к донцу.

Миски представлены сосудами без венчика с коротким, прямым вогнутым (или прямым вертикальным) верхом и переходом через острое ребро в расширенном корпусе и прямым участком от максимального расширения к донцу. Встречаются миски по типу некоторых горшков, но меньших размеров и других пропорций.

Сковороды — диски с небольшим отогнутым наружу, часто скруглённым бортиком с внутренне залощёной поверхностью.

Миски-плошки — сосуды конической формы с небольшим донцем на расширяющемся книзу кольцевом поддоне.
Характерной находкой на верхнеокских памятниках являются глиняные битрапециевидные пряслица с широким каналом лощёной или тщательно заглаженной поверхностью.

### Металлургия
Развитое металлургическое производство подтверждается обнаруженными железоделательными комплексами и многочисленными изделиями орудий труда, охоты, рыболовства. Бронзолитейное производство представлено находками тиглей, льячек (ковшики для разливания расплавленного металла), различных литейных форм, отходами производства — шлаком и бракованными изделиями. Из бронзы изготавливались украшения, детали костюма и ремённой гарнитуры. Большой интерес вызывают находки украшений с выемчатой эмалью местного производства в подражание импортным образцам.

### Погребения
Погребальные памятники представлены одиночными или небольшими групповыми курганами высотой от 2 до 4,5 м и до 20 и более метров в диаметре. Захоронения совершались по обряду трупосожжения на месте, реже — на стороне. Погребения инвентарные и безынвентарные, урновые и безурновые. В некоторых курганах обнаружены кольцевые оградки в основании насыпей в канавках материка. Во многих насыпях найдены несожжёные кости животных.

## Вклад в этносы
Существует мнение исследователей, что летописная мурома происходила, в том числе, и от племён мощинской культуры. Во времена великого переселения народов на территории среднего Поочья сложился финно-балтский субстрат из населения местного финского и мигрировавшего с верхней Оки части мощинского населения. Затем часть этого финно-балтского субстрата продолжила движение на северо-восток в нижнее Поочье и тем самым внесла свой вклад в формирование племени мурома.

## Языковые данные
По данным сравнительной лингвистики, восточнославянские диалекты в верховьях Днепра и Угры (на территории тушемлинско-банцеровской, колочинской и, наиболее компактно, мощинской культур) входят в четвёртую акцентную группу. Согласно выводам лингвистов, «диалекты этой группы ввиду сугубой архаичности их акцентной системы не могут быть объяснены как результат вторичного развития какой-либо из известных акцентологических систем, а должны рассматриваться как наиболее раннее ответвление от праславянского; этнос, носитель этого диалекта, представляет, по-видимому, наиболее ранний восточный колонизационный поток славян».